# لورا آن بتيتو
لورا آن بتيتو (وُلدت في عام 1954) هي أخصائية وعالمة في علم الأعصاب المعرفي وعلم الأعصاب المعرفي التطوري ويُعرف لها عملها البحثي واكتشافاتها العلمية التي تشمل القدرة اللغوية لدى الشمبانزي، والأسس الحيوية للغة لدى الإنسان، على وجه الخصوص المرحلة المبكرة من اكتساب اللغة (سواء كانت لغة يدوية كلغات الإشارة أو لغة لسانية كاللغات المنطوقة)، والمرحلة المبكرة من القراءة وثنائية اللغة، والقراءة ثنائية اللغة والدماغ ثنائي اللغة. تشمل الاكتشافات العلمية البارزة أيضًا قدرة الأطفال الصم على المناغاة اللغوية باستخدام اليدين («المناغاة اليدوية») إلى جانب اختبارهم للمعالجة العصبية المكافئة للغات الإشارة واللغات المنطوقة في دماغ الإنسان. ترأست بتيتو قسمًا جديدًا للدراسات الجامعية في كلية دارتموث، إذ أُطلق على هذا القسم اسم «علم الأعصاب التعليمي وتطور الإنسان» (2002-2007)، وشاركت كباحثة رئيسية في مؤسسة العلوم الوطنية ومركز علوم التعلم التابع لكلية دارتموث، الذي يُعرف باسم «مركز علم الأعصاب المعرفي والتعليمي» (2004-2007). في جامعة غالوديت (2011 – حتى الآن)، قادت بتيتو الفريق الذي تمكن من تطوير أول شهادة دكتوراه في برنامج علم الأعصاب التعليمي في الولايات المتحدة. تعمل بتيتو كباحثة رئيسية مشاركة وتشغل منصب المدير العلمي أيضًا في مؤسسة العلوم الوطنية ومركز علوم التعلم في جامعة غالوديت، الذي يُعرف باسم «مركز اللغة البصرية والتعلم البصري» («في إل 2»). أسست بتيتو أيضًا مختبر الدماغ واللغة للتصوير العصبي («بي إل 2») في جامعة غالوديت حيث تشغل منصب المدير العلمي.

## المساهمات العلمية
تشمل أبحاث بتيتو واكتشافاتها العديد من الاختصاصات العلمية المختلفة. يتداخل عملها المبكر على نيم تشيمبسكي بالإضافة إلى أعمالها اللاحقة على الإنسان مع مجالات علم الإنسان، وعلم السلوك المقارن، وعلم الأحياء التطوري، وعلم الأعصاب المعرفي، والعلوم الاستعرافية، واللسانيات النظرية، والفلسفة، وعلم النفس، وعلم اللغة النفسي، واكتساب اللغة، وتطور الطفل، وعلم النفس التطوري، ولغة الإشارة الأمريكية، ودراسات الصم وثنائية اللغة. تشمل اكتشافاتها الإجمالية ما يلي:
- (1)  القدرات المعرفية واللغوية عبر الأنواع (القرد والإنسان)،
- (2)  طبيعة اكتساب اللغة المبكرة لدى البشر، وبنيتها وتمثيلها في دماغ الإنسان؛ على وجه الخصوص الحساسية العصبية البالغة ذروتها (بما في ذلك «إس تي جي» الدماغ والشبكات العصبية المرتبطة) لدى حديثي الولادة (في سن 6-12 شهر) ما يسمح بالوصول إلى الحد الأقصى من بناء النمذجة الزمنية الإيقاعية التي تسمح لهم بدورها باكتشاف البنية الصوتية للغة البشرية في مرحلة الحياة المبكرة، إذ يشكل هذا أساس التقطيع الصوتي في تعلم الكلمات، وإدراك النمذجة اللسانية / النحوية والتشفير الصوتي في القراءة المبكرة،[23][24]
- (3)  بنية لغات الإشارة الطبيعية لدى الصم وقواعدها النحوية وتمثيلاتها،
- (4)  طبيعة المواليد والأطفال ثنائيي اللغة، إلى جانب ثنائية اللغة لدى البالغين وتطور القراءة، ومعالجتها وتنظيم الدماغ ثنائي اللغة.

تطوير الفرع العلمي الجديد: لعبت بتيتو دورًا مبكرًا في تأسيس الفرع العلمي الجديد مع زميلها وزوجها كيفن نيال دنبار، إذ أطلقا عليه مصطلح علم الأعصاب التعليمي. يُعد علم الأعصاب التعليمي فرعًا شقيقًا لعلم الأعصاب المعرفي، إذ يدمج العلوم العصبية الأساسية والاكتشافات العلمية السلوكية حول الدماغ المتطور والطفل النامي مع تأثيراتها ونتائجها المترجمة، مع هدف نهائي متمثل في حل المشاكل الجوهرية في المجتمع وتعليم الأطفال الصغار.
التقدم في التكنولوجيا: تمتلك علوم بتيتو تاريخًا من استخدام التقنيات في اتجاهات جديدة بهدف الإجابة على التساؤلات العلمية المستعصية في السابق، بما في ذلك، على سبيل المثال، الاستخدام الجديد لتقنية الإصدار البوزتروني (بّي إي تي) مع التصوير بالرنين المغناطيسي التشريحي (إم آر آي) ما سمح بتحديد نسج الدماغ والأجهزة الكامنة خلف لغات الإشارة البشرية ومقارنتها مع النسج / الأجهزة الكامنة خلف اللغات واستخدام «أو بّي تي أو تي آر إيه كيه» (علم الحركة عالية السرعة ونظام التقاط الحركة الديناميكي) بهدف بناء جهاز نظير للمخطط الطيفي للكلام خاص بلغات الإشارة من أجل دراسة التردد الأساسي («إف أو» أو «إف إف») للمناغاة اليدوية اللغوية لدى المواليد الصم وسليمي السمع؛ بالإضافة إلى التصوير العصبي بالرنين المغناطيسي الوظيفي (إف إم آر آي) من أجل تنفيذ الدراسات الأصلية المقارنة بين أدمغة البالغين أحاديي اللغة وثنائي اللغة. بهدف التغلب على التحديات البارزة المتعلقة بالانضباط عند دراسة أدمغة المواليد قيد التطور مع مرور الوقت باستخدام تقنيات التصوير بالرنين المغناطيسي الوظيفي، استخدمت بتيتو التصوير العصبي عبر التنظير الطيفي الوظيفي للأشعة القريبة من تحت الحمراء (إف إن آي آر إس) من أجل إجراء بعض الدراسات الأولى على الدماغ البشري لدى حديثي الولادة أثناء تطورها بمرور الوقت مع اكتسابها لغة واحدة مقابل لغتين (المقارنة بين أدمغة حديثي الولادة أحادية اللغة وثنائية اللغة). استخدمت بتيتو التتبع العيني، وقادت فريقًا من العلماء المتعاونين لتطوير تقنية جديدة مشتملة على كل من الروبوت، والأفاتار، والتصوير الحراري المترافق مع «إف إن آي آر إس»، والتتبع العيني والكنيكت من أجل بناء عامل اصطناعي + أداة تعلم لغوي لدى البشر حديثي الولادة (أُطلق عليها اسم «آر إيه في إي») قادرة على التواصل التفاعلي الاجتماعي مع الرضيع عندما يكون في الحالة الأمثل و«الأكثر جاهزية للتعلم».
قدمت اكتشافات بتيتو البحثية وكتاباتها العلمية مجتمعة نظرية وفرضيات قابلة للاختبار فيما يتعلق بالأساس العصبي لتخصص الدماغ في اللغة لدى الإنسان، والحد الأدنى من أنواع الميزات اللغوية التي يجب على الطفل التعرض لها في مرحلة مبكرة من العمر (الفترات الحساسة أو الحرجة) إلى جانب زمن هذا التعرض، وتبعات عدم تحقيق هذا التعرض في الفترات الحرجة المبكرة والطرق الأمثل لتسهيل التعلم اللغوي الأفضل لدى جميع الأطفال ممكن يكتسبون جميع أنواع اللغات البشرية بما فيها لغات الإشارة واللغات المنطوقة.